# Galerina sulciceps
Galerina sulciceps je považována za nejjedovatější houbu světa. Je zástupcem rodu čepičatka (Galerina) a vyskytuje se především v okolí Indonésie.

## Popis
Klobouk je vejčitý, uprostřed může být lehce vypouklý. Je zbarven okrově hnědě, hladký a bez výstupků. Hymenofor tvoří středně husté lupeny, které jsou přirostlé ke třeni. Jsou zbarveny krémově, někdy světle hnědě. Třeň je tenký, v průměru má jen 0,15 – 0,3 cm, a je 0,4 – 1,5 cm vysoký. Mohou mít prsten, není to však podmínkou, závisí to na genetické informaci (DNA) dané plodnice. Výtrusný prach je rovněž zbarven do hnědé či okrově hnědé barvy. Elipsoidní výtrusy mají rozměry 5,8 až 7,2 μm.

## Výskyt a ekologie
Galerina sulciceps se vyskytuje hlavně na Jávě a Sumatře a dalších blízkých ostrovech, ale je možno ji najít i na Cejlonu a byla nalezena i v Severní Americe. V přirozeném prostředí využívá saprofitismus nebo symbiózu se vstavačovitými rostlinami (Orchidaceae), taktéž byla nalezena na vlhkých pilinách z jehličnanů. Kolem 80. let byl druh zavlečen do Německa, kde byl znám pod názvem „Gewächshaus-Häubling“ v češtině „skleníková čepičatka“.
I přesto, že byla nalezena v různých částech světa, panovalo přesvědčení, že je schopna se rozmnožovat pouze v místech s optimálními podmínkami (Indonésie, Cejlon), to však bylo vyvráceno, když se povedlo „vypěstovat“ čepičatku, která byla plodná, i v Evropě. Podmínky ve skleníku však byly přizpůsobeny místu přirozeného výskytu.

## Toxicita a obsahované látky
Jedná se o nejjedovatější houbu na světě, ve třicátých letech minulého století bylo zaznamenáno minimálně 18 případů otravy, z toho 14 smrtelných. Obsahuje všechny druhy amanitinu, laboratorními výzkumy bylo zjištěno, že obsah tohoto oktapeptidu je téměř pětkrát vyšší než v muchomůrce zelené (Amanita phalloides). Lékařský zákrok je nutný do několika desítek hodin po požití, jinak postižený zemře na selhání ledvin nebo jater. Léčba zahrnuje nutnou transplantaci jater či dialýzu krve.

## Podobné druhy
Příbuzným druhem je čepičatka jehličnanová (G. marginata), avšak vzhledem k tomu, že tento druh se přirozeně vyskytuje pouze v mírném klimatickém pásmu, je záměna zcela vyloučena.